# Oekraïens Opstandelingenleger

Embleem van het Oekraïense opstandelingenleger

vlag van het Oekraïense opstandelingenleger, het rode bloed van de Oekraïners dat op de zwarte aarde werd vergoten symboliserend

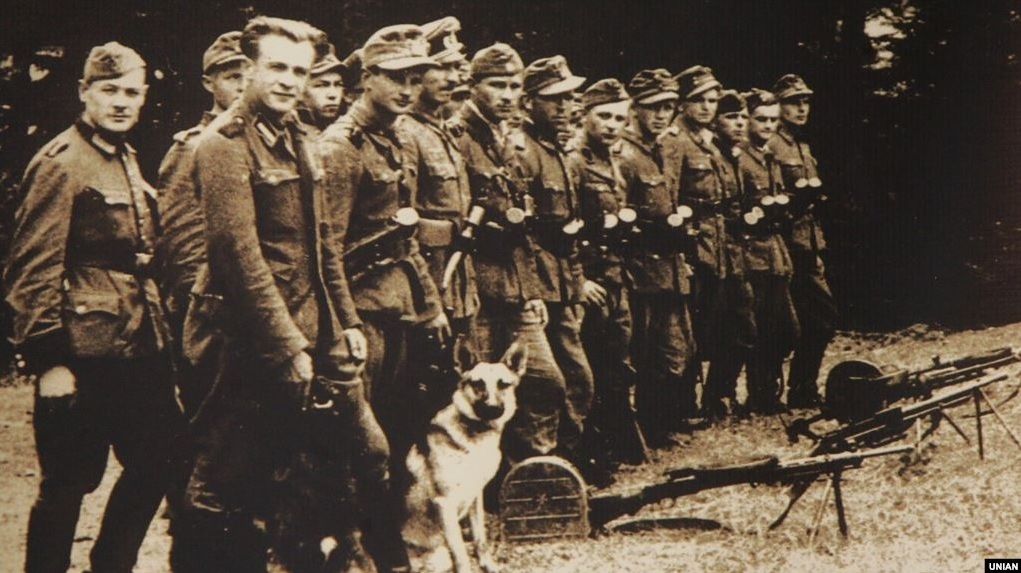
OePA-strijders in juli 1944

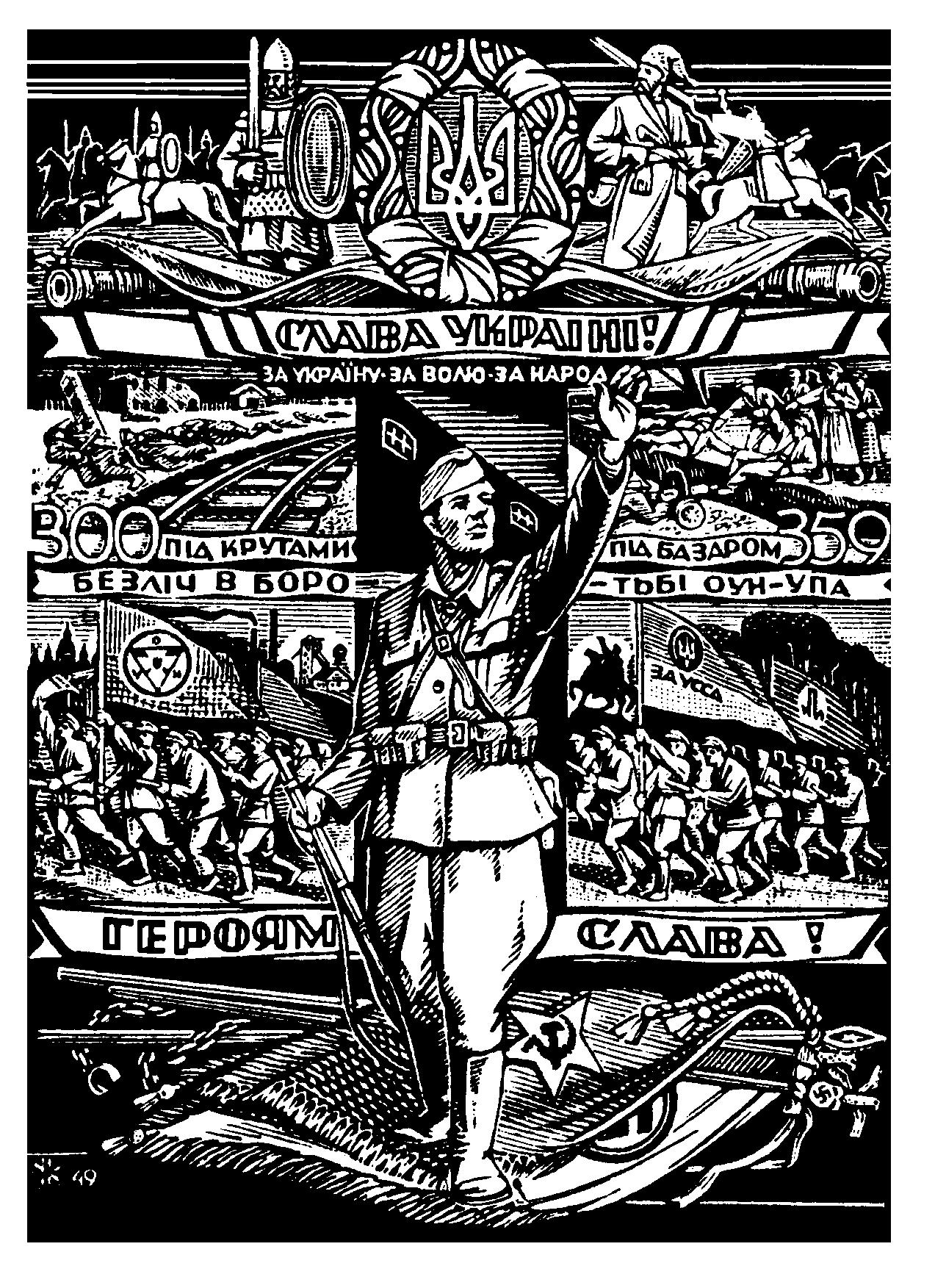
propagandaposter van de OePA

Het Oekraïense Opstandelingenleger (Oekraïens: Українська повстанська армія leger, Oekrainska povstanska armija), kortweg OePA, was een Oekraïens partizanenleger en de militaire vleugel van de Organisatie van Oekraïense Nationalisten (OOeN, Bandera-factie OOeN-B). Ze werd opgericht in 1942 en bestond tot ongeveer 1956. Tijdens de Tweede Wereldoorlog werkte de OePA soms samen met nazi-Duitsland en vocht tegen het Poolse binnenlandse leger. Na de oorlog vocht ze in de Oekraïense Socialistische Sovjetrepubliek nog vijf jaar tegen de Sovjet-Unie.
Volgens schattingen bestond het uit tussen de 30.000 en 200.000 strijders. De leden waren voornamelijk Oekraïners uit de boerenstand van 18 tot 22 jaar (98 %), met slechts enkele leden van andere etnische groepen van de Sovjet-Unie, zoals Oezbeken (0,35 %), Wit-Russen (0,14 %) en Russen (0,83 %). 

## Geschiedenis

### Oprichting en Tweede Wereldoorlog
De OePA werd op 14 oktober 1942 opgericht als de militaire vleugel van de Organisatie van Oekraïense Nationalisten en was voornamelijk actief in West-Oekraïne. In 1943 werd Dmytro Kljatsjkivsky commandant van de OePA. Begin 1944 nam Roman Sjoechevytsj het ambt over tot aan zijn dood in 1950. De laatste opperbevelhebber was Vassyl Koek. 
Tijdens de Tweede Wereldoorlog werkte ze samen met nazi-Duitsland, van waaruit ze tevergeefs hoopte op steun voor een onafhankelijke Oekraïense staat. Gedurende deze tijd was de OePA ook betrokken bij de moord op Joden. 
Omdat de Duitse bezetter een onafhankelijke Oekraïense staat niet toestond, keerde de OePA zich tegen de Wehrmacht. De beslissende factor hiervoor was het besluit van de OOeN-B begin 1943 om de controle over de Oekraïense partizaneneenheden over te nemen die al in Wolynië waren ontstaan, evenals de oproep van de OOeN-B in maart aan de leden van de Oekraïense hulppolitie om hun wapens aan de partizanen over te dragen, wat door ongeveer 5.000 hulppolitieagenten gevolgd werd. In de zomer van 1943 waren er ernstige botsingen tussen de OePA en de Duitse strijdkrachten in Wolynië, waarbij volgens Viktor Korol ongeveer 3.000 Duitse soldaten door OePA-strijders zouden zijn gedood. Aan de kant van de OePA kwamen bij deze gevechten 1.237 mensen om. In de herfst van hetzelfde jaar werden 1.500 Duitse soldaten gedood door de OePA. Hetzelfde lot leek voorbestemd voor de Bruggeling Albert Hasenbroekx die in 1943, in Duits uniform, in handen viel van OePA, maar hij wist het vege lijf te redden en zijn gevangennemers ervan te overtuigen Belg te zijn. Soms sloot de OePA zich aan bij Sovjet-partizanen tegen de Duitsers. 
Tegelijkertijd vocht de OePA tegen het Poolse Binnenlandse Leger, het leger van de Poolse Ondergrondse Staat. De territoriale geschillen eindigden in de Bloedbaden in Wolynië en Oost-Galicië, waarbij bijna 100.000 Poolse burgers werden vermoord. Naast de OePA-eenheden namen ook Oekraïense burgers hieraan deel. De OePA claimde ook gebieden in Wit-Rusland en Tsjecho-Slowakije, wat ook daar tot sporadische gevechten leidde.
De OePA was ook de vijand van Sovjetpartizanen die in hetzelfde gebied opereerden en van communisten die in de regio waren gevestigd, en er waren ook gevechten met hen. Onder deze omstandigheden ontstonden complexe allianties en conflicten. De Poolse politie in het Generaal-gouvernement, opgericht door de Duitse bezettingsautoriteiten, kreeg vanwege de OePA-activiteiten meer steun en de Duitsers bewapenden af en toe de Poolse zelfverdedigingsgroepen die zich tegen de OePA hadden gevormd. Dit leidde op zijn beurt tot bloedbaden tegen de Oekraïense bevolking. Grotere aantallen Polen sloten zich ook aan bij de Sovjetpartizanen om actie te ondernemen tegen zowel de bezettingstroepen en -autoriteiten als de OePA.

### Naoorlogse periode en ontbinding
Na de oorlog zette de OePA haar strijd tegen de Sovjet-Unie voort. Van 1945 tot 1946 slaagde de OePA erin de controle over de helft van Oekraïne over te nemen. In 1947 sloten de Sovjet-Unie, Polen en Tsjecho-Slowakije een geheime overeenkomst om gezamenlijk de OePA te bestrijden. In de loop van de tijd viel de OePA uiteen en opereerde ze steeds meer in kleinere groepen. 
In 1947 voerde het Poolse Volksleger de Operatie Wisła uit, waarbij ongeveer 150.000 Oekraïners werden verdreven uit hun thuisland, dat nu deel uitmaakte van Polen. De OePA probeerde deze hervestiging te voorkomen en vocht tegen de Poolse strijdkrachten. In 1950 werd Roman Sjoechevytsj, de belangrijkste opperbevelhebber in de geschiedenis van de OePA, vermoord. In 1954 werd de OePA uiteindelijk door troepen van het Sovjetleger en de MGB vernietigd. 

## Historische beoordeling
Sinds het uiteenvallen van de Sovjet-Unie en de onafhankelijkheid van Oekraïne heeft de beoordeling van de OePA - hetzij als onafhankelijkheidsstrijders, hetzij als handlangers van het fascisme en oorlogsmisdadigers - de Oekraïners verdeeld en de betrekkingen met Polen, Rusland en Israël gespannen. Hoewel de heroïsering van de OePA, die voornamelijk door nationalistische West-Oekraïners wordt gedragen, de officiële Oekraïense geschiedschrijving al enkele jaren domineert, beschouwen veel Russischsprekende en Joodse inwoners van Oost-Oekraïne hen als criminelen.

### Polen
De beoordeling van de OePA speelt een belangrijke rol in de Pools-Oekraïense betrekkingen. De Poolse staat beschouwt de OePA als een "criminele organisatie" en verantwoordelijk voor een "genocide op de Poolse bevolking" in Wolynië en delen van Oost- Galicië. De Poolse bevolking overleefde alleen in de grote steden, maar ook hier vonden ernstige rellen plaats. De landelijke bevolking daarentegen was grotendeels weerloos tegen de OePA. In de periode van 1942 tot 1944 werden er alleen al in Wolynië naar 35.000 tot 60.000, en inclusief de rest van Oekraïne mogelijk tot 100.000 etnische Polen vermoord. Als rekening wordt gehouden met het geschatte aantal vluchtelingen zal het totale aantal Poolse slachtoffers waarschijnlijk rond de 300.000 liggen. 

### Oekraïne
Sinds de onafhankelijkheid in 1991 wordt de OePA met name in West-Oekraïne vereerd. Er bestaat in Oekraïne geen consensus over de beoordeling van de OePA. Grote delen van de Oekraïense bevolking wijzen de waardering van de organisatie af. In sommige oostelijke delen van het land zijn gedenktekens opgericht om de slachtoffers van de OePA te herdenken. Begin april 2015 besloot het Oekraïense parlement de leden van de OePA te erkennen als onafhankelijkheidsstrijders. 

Monumenten voor de slachtoffers
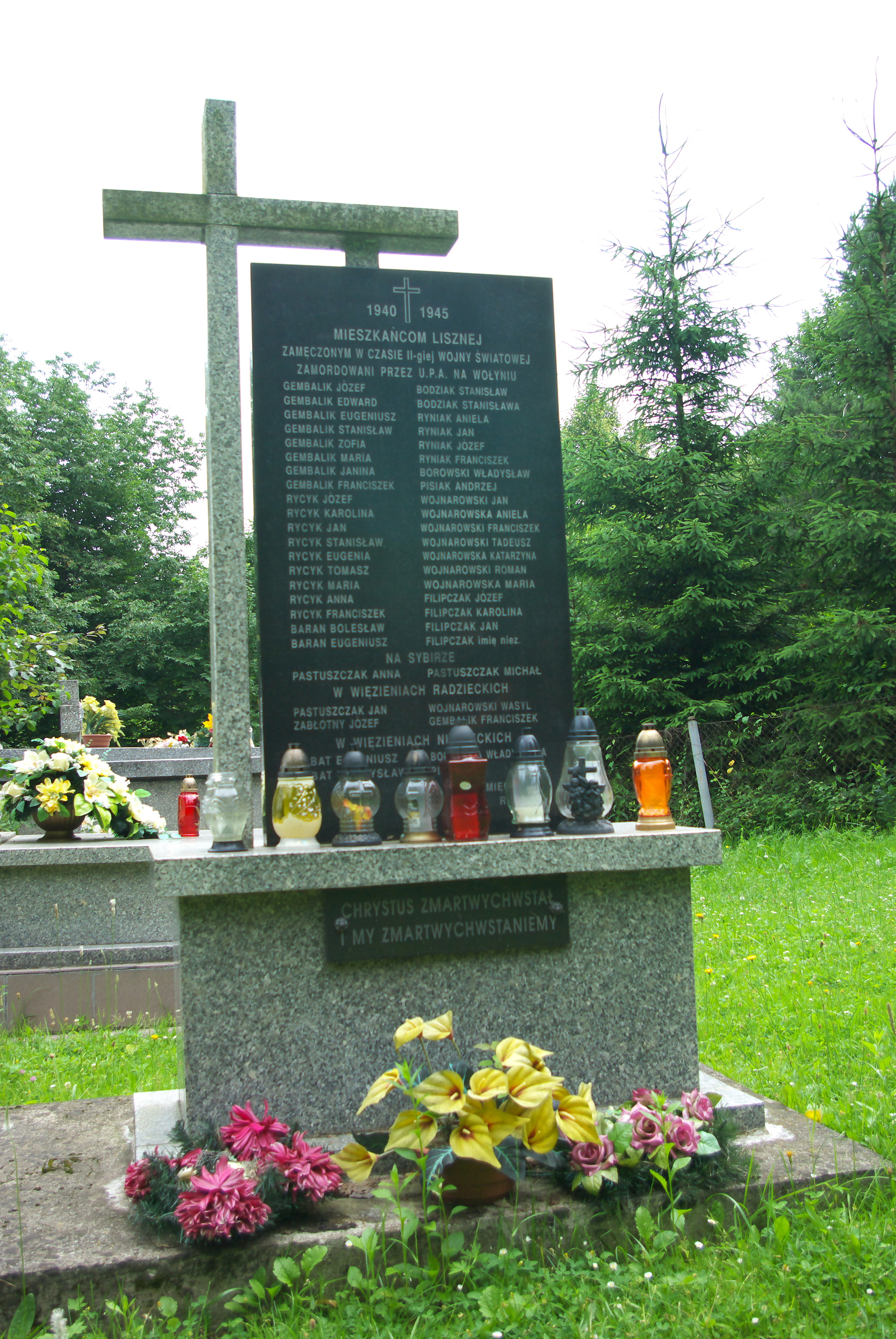
Pools monument ter herdenking van de slachtoffers van de bloedbaden in Wolynië  in Liszna
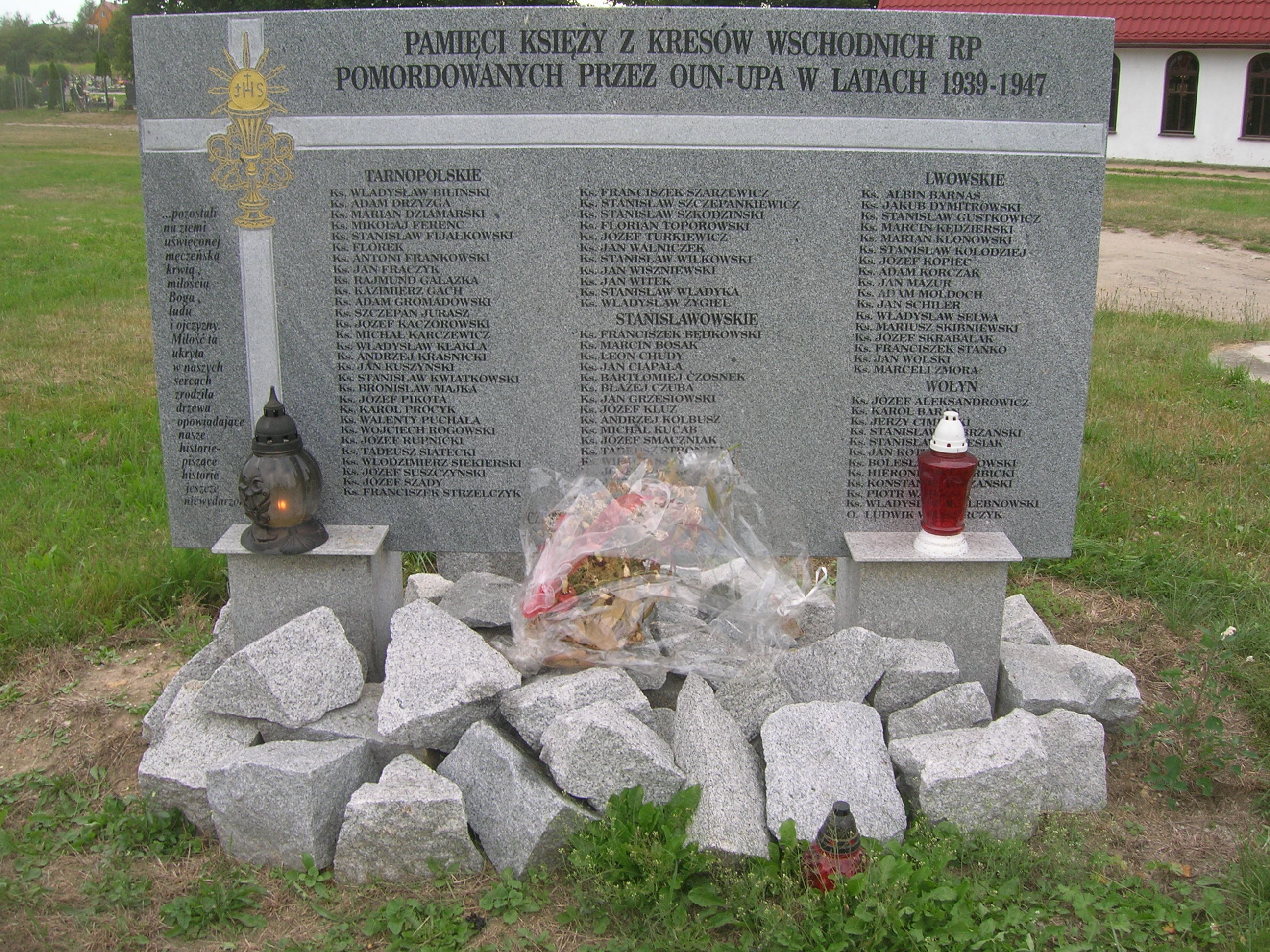
monument voor door OePA-strijders vermoorde Poolse priesters in Czerwona Woda

Monumenten voor de OePA
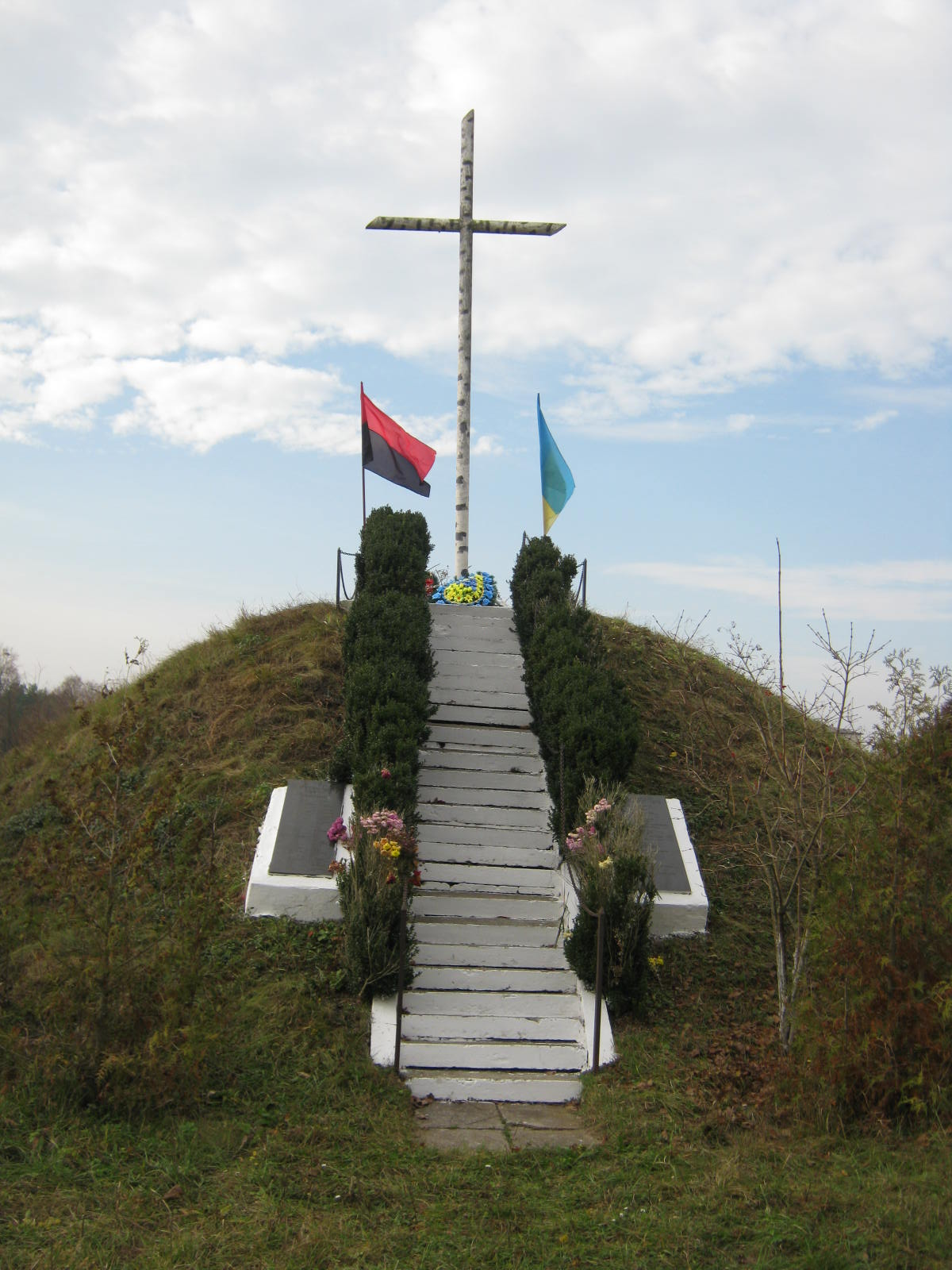
monument voor de OePA-strijders in Boetsjatsj
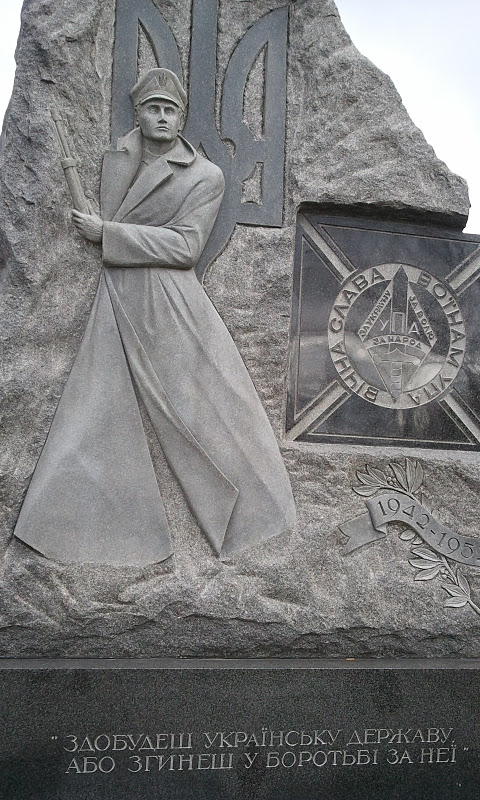
monument voor de OePA-strijders in Oakville (Ontario)
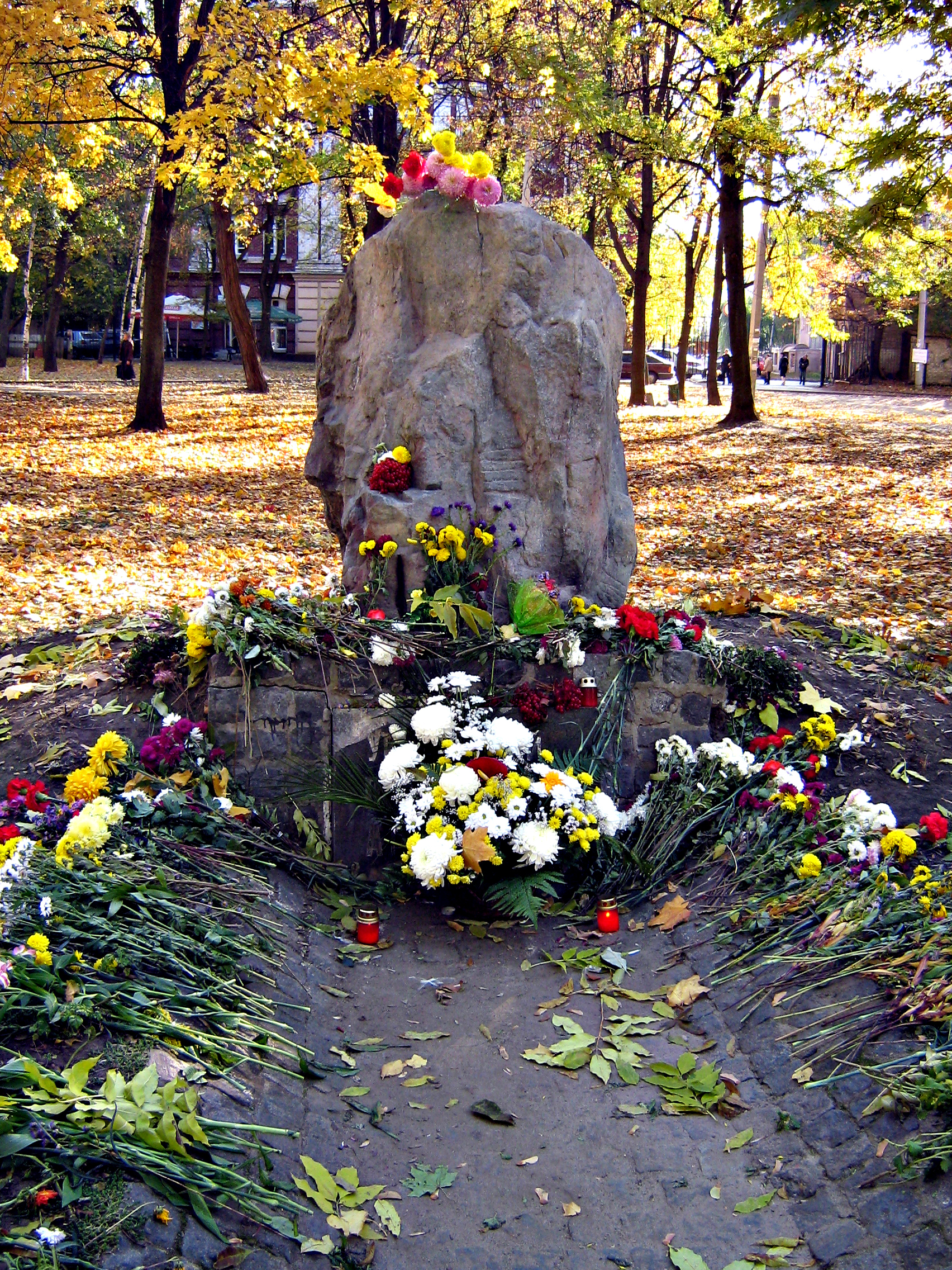
monument voor de OePA-strijders in Charkov

- Bibliothèque nationale de France: cb16242995n (data)
- Gemeinsame Normdatei: 2008498-5
- International Standard Name Identifier: 0000 0000 9651 4751
- Library of Congress Control Number: n82165960
- Nationale Bibliotheek van Tsjechië: ko2003209289
- Nationale Bibliotheek van Israël: 987007269164405171
- Système universitaire de documentation: 171658299
- Virtual International Authority File: 142537718